# Gez
Gez är en kommun i departementet Hautes-Pyrénées i regionen Occitanien i sydvästra Frankrike. Kommunen ligger i kantonen Argelès-Gazost som tillhör arrondissementet Argelès-Gazost. År 2022 hade Gez 328 invånare.

## Befolkningsutveckling
Antalet invånare i kommunen Gez
| Referens: INSEE |